# Sitio de Breslavia
El sitio de Breslavia o batalla de Breslavia hace referencia al cerco militar que sufrió la entonces ciudad alemana de Breslavia (ahora situada en Polonia) por parte de las fuerzas soviéticas, coincidiendo con el final de la Segunda Guerra Mundial en Europa. 
Las tropas de la Wehrmacht habían quedado cercadas en la capital de la Baja Silesia tras los avances del Ejército rojo durante la ofensiva del Vístula-Óder. Las operaciones transcurrieron desde el 13 de febrero al 6 de mayo de 1945, siendo una de las ciudades alemanas que más resistieron en esta fase de la contienda, rindiéndose incluso después que Berlín. La guarnición alemana capituló el 6 de mayo, solo dos días antes de que se produjera la rendición de todas las fuerzas alemanas y el final de la contienda en Europa.

## Antecedentes
Ya en agosto de 1944 Adolf Hitler había declarado la ciudad de Breslavia como una fortaleza (Festung), ordenando que debería ser defendida a toda costa. Además nombró Kampfkommandant de la ciudad al Gauleiter de Silesia, Karl Hanke.
Después del comienzo de la ofensiva del Vístula-Óder, el 17 de enero de 1945 el I Frente Ucraniano al mando del general Iván Kónev recibió las órdenes de avanzar hacia Breslavia con sus fuerzas mecanizadas, y atacar en el flanco sur hacia el corazón industrial de la Alta Silesia. El 27 de enero el grueso de las fuerzas alemanas se retiraron de Katowice y la alta Silesia, mientras las fuerzas de Kónev aseguraban la nueva zona conquistada. El 2 de febrero de 1945 Karl Hanke asistió al acto de presentación de banderas de las nuevas unidades del Volkssturm, mientras ese día el General Hans von Ahlfen se convirtió en comandante de la Fortaleza Breslavia (Festung Breslau).

## Desarrollo de las operaciones
La ciudad quedó sitiada por el 6.º Ejército soviético con el inicio de la ofensiva de la Baja Silesia el 13 de febrero de 1945, mientras que al día siguiente se completaba el cerco. Las estimaciones sobre el número de fuerzas alemanas que participaban en la defensa de la ciudad son muy dispares, pero algunas las cifran en unos aproximadamente 50.000 hombres. La guarnición alemana estaba compuesta por las divisiones de infantería 408.ª y 609.ª, dos batallones de paracaidistas, un regimiento de artillería, dos batallones de artillería antiaérea, un batallón de artillería antitanque, 5 batallones de ingenieros y 38 batallones del Volkssturm.
La batalla por Breslavia se convirtió en una dura lucha de combates callejeros casa por casa. La ciudad fue bombardeada hasta los cimientos tanto por la artillería del 6.º Ejército soviético como por unidades de las Fuerzas aéreas. Durante el sitio, ambos bandos recurrieron a la táctica de incendiar distritos enteros de la ciudad. El 15 de febrero la Luftwaffe comenzó un puente aéreo para auxiliar a la guarnición asediada. Durante 76 días, hasta el 1 de mayo, la aviación alemana hizo más de 2000 salidas con suministros y alimentos. Más de 1438 toneladas de suministros fueron entregadas. Una semana más tarde, el 22 de febrero, las tropas soviéticas ocuparon los suburbios de Breslavia y al día siguiente fueron ocupados los distritos meridionales de la propia ciudad.
El 2 de marzo el general de infantería Hermann Niehoff reemplazó a Ahlfen como comandante de la guarnición. Para el 31 de marzo hubo un importante bombardeo de artillería pesada contra los distritos norte, sur y oeste de Breslavia. Testigos del Ejército rojo señalaban que gran parte de la ciudad se hallaba en llamas. El 20 de abril, con ocasión del 56.º aniversario de Hitler, el general Niehoff repartió chocolate entre las tropas de la guarnición. Diez días después Hitler se suicidaba en su Búnker de Berlín, mientras se combatía en las calles de la capital del Reich. El 4 de mayo los principales miembros del clero en Breslavia —el pastor Hornig, el doctor Konrad, el obispo Ferche y el canónigo Kramer —se reunieron con Niehoff y le solicitaron la rendición de la ciudad. Niehoff se despidió de ellos sin dar una respuesta definitiva. Por la tarde el pastor Hornig volvió a formular esta petición, apelando a los oficiales y comandantes de las tropas. Hanke (al que Hitler había nombrado Reichsführer-SS antes de suicidarse) ordenó al comandante de la guarnición que no volviera a tener ningún encuentro con los clérigos.
El 6 de mayo, después de 82 de días de sitio y poco antes de producirse la rendición incondicional de Alemania y el fin de la Segunda Guerra Mundial en Europa, el general Niehoff rindió la Festung Breslau a las fuerzas soviéticas.

## Consecuencias

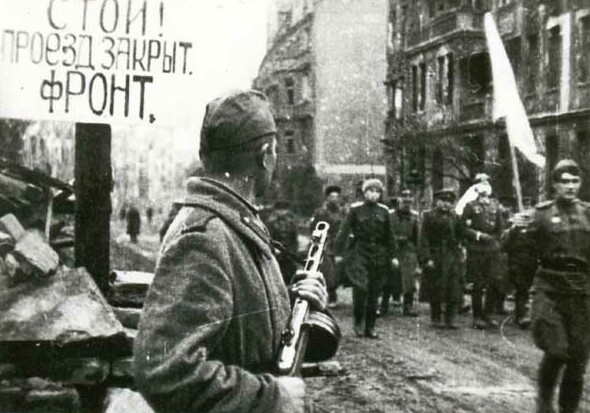
Rendición de las fuerzas alemanas en Breslavia, el 6 de mayo de 1945.

Durante el sitio los alemanes habían sufrido aproximadamente unas 30 000 bajas civiles y militares, y 40 000 soldados fueron hechos prisioneros, mientras los soviéticos sufrieron un total de 60 000 bajas. Breslavia fue la última gran ciudad de Alemania en rendirse, cuatro días después de la caída de Berlín y solo dos días antes del final de la guerra en Europa. Para cuando se produjo la rendición, el Gaulaiter Karl August Hanke ya había huido en avión hacia Praga. Durante los meses de combates la ciudad sufrió importantes daños materiales. Varios meses después, en agosto de 1945, un informe de los funcionarios de la Administración del Estado de Sajonia estableció las causas de la destrucción:

No solo por el bombardeo aéreo y artillero soviéticos, sino también como resultado de las acciones de auto-destrucción emprendidas por las SS y el NSDAP, un 80 o 90 por ciento de Breslau fue destruido... después de la captura soviética del aeródromo de Gandauer, la Wehrmacht destruyó numerosas casas y 3 iglesias para construir una pista de aterrizaje provisional de 200 a 400 metros de ancho y de 2 kilómetros de largo.

También durante ese mes de agosto, los soviéticos pusieron la administración de la ciudad en manos de antifascistas alemanes. Para entonces la ciudad disponía de una población de 189.500 alemanes y 17.000 polacos. Sin embargo, en los siguientes años la mayor parte de la población alemana de la ciudad fue expulsada al igual que ocurrió en otras poblaciones de los territorios orientales alemanes que fueron anexionados a Polonia.